# Liste der Stolpersteine in Groß-Gerau
Die Liste der Stolpersteine in Groß-Gerau enthält alle Stolpersteine, die im Rahmen des gleichnamigen Projekts von Gunter Demnig in Groß-Gerau verlegt wurden. Mit ihnen soll an Opfer des Nationalsozialismus erinnert werden, die in Groß-Gerau lebten und wirkten.

## Verlegte Stolpersteine
| Adresse                      | Verlege- datum                                                                                                | Person, Inschrift | Bild                                    | Anmerkung |
| ---------------------------- | --- | --- | --------------------------------------- | --------- |
| Am Sandböhl 8 ·              | 27. Aug. 2013                                                                                                 | Hier wohnte Hedwig Marx Jg. 1909 deportiert Theresienstadt ermordet 1942                                                                           |                                         |           |
| Am Sandböhl 8 ·              | 27. Aug. 2013                                                                                                 | Hier wohnte Michael Marx Jg. 1873 deportiert Theresienstadt ermordet 1942                                                                          |                                         |           |
| Am Sandböhl 8 ·              | 27. Aug. 2013                                                                                                 | Hier wohnte Martin Marx Jg. 1911 Flucht 1936 USA überlebt                                                                                          |                                         |           |
| Am Sandböhl 8 ·              | 27. Aug. 2013                                                                                                 | Hier wohnte Johanna Kossmann geb. Mayer Jg. 1874 deportiert 1942 Theresienstadt ermordet 1942                                                      |                                         |           |
| Am Sandböhl 8 ·              | 27. Aug. 2013                                                                                                 | Hier wohnte Albert Kaufmann Jg. 1884 deportiert 1942 ermordet im besetzten Polen                                                                   |                                         |           |
| Am Sandböhl 8 ·              | 27. Aug. 2013                                                                                                 | Hier wohnte Hedwig Kaufmann geb. May Jg. 1896 deportiert 1942 ermordet im besetzten Polen                                                          | Stolperstein für Hedwig Kaufmann        |           |
| August-Bebel-Straße 7 ·      | 8. Juli 2015                                                                                                  | Hier wohnte Heinrich Hirsch Jg. 1866 unfreiwillig verzogen gedemütigt/entrechtet;tot 26.11.1937                                                    | Stolperstein für Heinrich Hirsch        |           |
| August-Bebel-Straße 7 ·      | 8. Juli 2015                                                                                                  | Hier wohnte Karoline Hirsch geb. Hirsch Jg. 1873 unfreiwillig verzogen gedemütigt/entrechtet tot 6.11.1938                                         | Stolperstein für Karoline (Lina) Hirsch |           |
| August-Bebel-Straße 16 ·     | 5. Feb. 2015                                                                                                  | Hier wohnte Alfred Mattes Jahrgang 1882 Flucht 1940 Russland Japan USA                                                                             | Stolperstein für Alfred Mattes          |           |
| August-Bebel-Straße 16 ·     | 5. Feb. 2015                                                                                                  | Hier wohnte Paula Mattes geb. Strauss Jahrgang 1885 Flucht 1940 Russland Japan USA                                                                 | Stolperstein für Paula Mattes           |           |
| August-Bebel-Straße 16 ·     | 5. Feb. 2015                                                                                                  | Hier wohnte Arnold Mattes Jahrgang 1910 Flucht 1939 England 1940 USA                                                                               | Stolperstein für Arnold Mattes          |           |
| Darmstädter Straße 1 ·       | 21. Mai 2016                                                                                                  | Hier wohnte Gertrude Kahn Jg. 1911 unfreiwillig verzogen 1935 Frankfurt deportiert 1942 ermordet im besetzten Polen                                |                                         |           |
| Darmstädter Straße 1 ·       | 21. Mai 2016                                                                                                  | Hier wohnte Minna Kahn geb. Guthmann Jg. 1881 unfreiwillig verzogen 1935 Frankfurt deportiert 1942 ermordet im besetzten Polen                     |                                         |           |
| Darmstädter Straße 1 ·       | 21. Mai 2016                                                                                                  | Hier wohnte Herta Kahn Jg. 1912 unfreiwillig verzogen 1935 Frankfurt Flucht 1937 USA                                                               |                                         |           |
| Darmstädter Straße 10 ·      | 16. Nov. 2012                                                                                                 | Hier wohnte Julius Kahn Jg. 1884 Flucht 1941 USA überlebt                                                                                          |                                         |           |
| Darmstädter Straße 10 ·      | 16. Nov. 2012                                                                                                 | Hier wohnte Frieda Kahn geb. Flörsheimer Jg. 1891 Flucht 1941 USA überlebt                                                                         |                                         |           |
| Darmstädter Straße 10 ·      | 16. Nov. 2012                                                                                                 | Hier wohnte Karl Kahn Jg. 1915 Flucht 1936 USA überlebt                                                                                            |                                         |           |
| Darmstädter Straße 10 ·      | 16. Nov. 2012                                                                                                 | Hier wohnte Leopold Kahn Jg. 1889 deportiert 1942 ermordet in Auschwitz                                                                            |                                         |           |
| Darmstädter Straße 10 ·      | 16. Nov. 2012                                                                                                 | Hier wohnte Johanna Kahn geb. Kahn Jg. 1895 deportiert 1942 ermordet in Auschwitz                                                                  |                                         |           |
| Darmstädter Straße 43 ·      | 27. Aug. 2013                                                                                                 | Hier wohnte Sally Rosenthal Jg. 1891 Flucht 1939 Bolivien überlebt                                                                                 |                                         |           |
| Darmstädter Straße 43 ·      | 27. Aug. 2013                                                                                                 | Hier wohnte Lina Rosenthal geb. Seelig Jg. 1896 Flucht 1939 Bolivien überlebt                                                                      |                                         |           |
| Darmstädter Straße 43 ·      | 27. Aug. 2013                                                                                                 | Hier wohnte Renate Rosenthal Jg. 1926 Flucht 1939 Bolivien überlebt                                                                                |                                         |           |
| Frankfurter Straße 22 ·      | | Hier wohnte Salomon Marx Jg. 1863 unfreiwillig verzogen 1938 Frankfurt M. Flucht 1939 USA                                                          |                                         |           |
| Frankfurter Straße 22 ·      | Hier wohnte Johanna Helene Schwarz geb. Marx Jg. 1894 unfreiwillig verzogen 1938 Frankfurt M. Flucht 1939 USA | |                                         |           |
| Frankfurter Straße 22 ·      | Hier wohnte Klara Else Sulzbacher geb. Marx Jg. 1905 unfreiwillig verzogen 1938 Frankfurt M. Flucht 1939 USA  | |                                         |           |
| Frankfurter Straße 22 ·      | Hier wohnte Jakob Nachmann Jg. 1897 unfreiwillig verzogen 1938 Frankfurt M. Flucht 1939 USA                   | |                                         |           |
| Frankfurter Straße 22 ·      | Hier wohnte Ruth Grete Schwarz Jg. 1921 unfreiwillig verzogen 1938 Frankfurt M. Flucht 1939 USA               | |                                         |           |
| Frankfurter Straße 23 ·      | 4. März 2017                                                                                                  | Hier wohnte Marx Guthmann Jg. 1877 unfreiwillig verzogen 1938 Frankfurt M. deportiert 1942 ermordet im besetzten Polen                             |                                         |           |
| Frankfurter Straße 23 ·      | 4. März 2017                                                                                                  | Hier wohnte Frieda Guthmann geb. Gerson Jg. 1887 unfreiwillig verzogen 1938 Frankfurt M. deportiert 1942 ermordet im besetzten Polen               |                                         |           |
| Frankfurter Straße 23 ·      | 4. März 2017                                                                                                  | Hier wohnte Sybilla Gerson Jg. 1885 unfreiwillig verzogen 1938 Frankfurt M. deportiert 1942 ermordet im besetzten Polen                            |                                         |           |
| Frankfurter Straße 23 ·      | 4. März 2017                                                                                                  | Hier wohnte Hilde Guthmann Jg. 1916 Flucht 1938 USA                                                                                                |                                         |           |
| Frankfurter Straße 23 ·      | 4. März 2017                                                                                                  | Hier wohnte Erich Guthmann Jg. 1919 Flucht 1938 USA                                                                                                |                                         |           |
| Frankfurter Straße 23 ·      | 4. März 2017                                                                                                  | Hier wohnte Irene Guthmann Jg. 1923 unfreiwillig verzogen 1938 Frankfurt M. deportiert 1942 ermordet im besetzten Polen                            |                                         |           |
| Frankfurter Straße 35 ·      | 15. Mai 2018                                                                                                  | Hier wohnte Markus Schott Jg. 1864 unfreiwillig verzogen 1938 Frankfurt deportiert 1942 Theresienstadt ermordet 4.12.1942                          |                                         |           |
| Frankfurter Straße 35 ·      | 15. Mai 2018                                                                                                  | Hier wohnte Mathilde Schott geb. Guckenheimer Jg. 1877 unfreiwillig verzogen 1938 Frankfurt deportiert 1942 Theresienstadt ermordet 2.11.1942      |                                         |           |
| Frankfurter Straße 35 ·      | 15. Mai 2018                                                                                                  | Hier wohnte Johanna 'Anna' Reis geb. Guckenheimer Jg. 1872 unfreiwillig verzogen 1934 Frankfurt deportiert 1942 Theresienstadt ermordet 27.12.1942 |                                         |           |
| Frankfurter Straße 35 ·      | 15. Mai 2018                                                                                                  | Hier wohnte Siegfried 'Friedel' Schott Jg. 1907 unfreiwillig verzogen 1938 Frankfurt Flucht 1940 Italien USA                                       |                                         |           |
| Frankfurter Straße 36 ·      | 8. Juli 2015                                                                                                  | Hier wohnte Thekla Hirsch geb. Seelig Jg. 1883 unfreiwillig verzogen Flucht 1936 Brasilien/USA                                                     | Stolperstein für Thekla Hirsch          |           |
| Frankfurter Straße 36 ·      | 8. Juli 2015                                                                                                  | Hier wohnte Anna Clara Hirsch Jg. 1908 unfreiwillig verzogen Flucht 1939 Brasilien/USA                                                             | Stolperstein für Anna Clara Hirsch      |           |
| Frankfurter Straße 36 ·      | 8. Juli 2015                                                                                                  | Hier wohnte Victoria Luise Hirsch Jg. 1914 unfreiwillig verzogen Flucht 1939 Brasilien/USA                                                         | Stolperstein für Victoria Luise Hirsch  |           |
| Frankfurter Straße 36 ·      | 8. Juli 2015                                                                                                  | Hier wohnte Emilie Helene Hirsch Jg. 1913 unfreiwillig verzogen Flucht 1939 Brasilien/USA                                                          | Stolperstein für Emilie Helene Hirsch   |           |
| Frankfurter Straße 36 ·      | Hier wohnte Hugo Hirsch Jg. 1877 unfreiwillig verzogen 1938 Wiesbaden Flucht 1936 Brasilien                   | |                                         |           |
| Frankfurter Straße 46 ·      | 11. Okt. 2016                                                                                                 | Hier wohnte Emma Mayer geb. Kahn Jg. 1873 unfreiwillig verzogen 1939 Frankfurt Flucht 1940 USA                                                     |                                         |           |
| Frankfurter Straße 46 ·      | 11. Okt. 2016                                                                                                 | Hier wohnte Gustav Hirsch Jg. 1880 unfreiwillig verzogen 1939 Frankfurt Flucht 1940 USA                                                            |                                         |           |
| Frankfurter Straße 46 ·      | 11. Okt. 2016                                                                                                 | Hier wohnte Lina Hirsch geb. Mayer Jg. 1896 unfreiwillig verzogen 1939 Frankfurt Flucht 1940 USA                                                   |                                         |           |
| Frankfurter Straße 46 ·      | 11. Okt. 2016                                                                                                 | Hier wohnte Liesel Hirsch Jg. 1920 Flucht 1938 USA                                                                                                 |                                         |           |
| Helwigstraße 10 ·            | 15. Mai 2018                                                                                                  | Hier wohnte Betty Schott Jg. 1888 unfreiwillig verzogen 1938 Frankfurt Flucht 1939 England USA                                                     |                                         |           |
| Helwigstraße 10 ·            | 15. Mai 2018                                                                                                  | Hier wohnte Moritz Schott Jg. 1883 unfreiwillig verzogen 1938 Frankfurt Flucht 1939 England USA                                                    |                                         |           |
| Helwigstraße 10 ·            | 15. Mai 2018                                                                                                  | Hier wohnte Betty Schott Jg. 1889 geb. Fuld Jg. 1889 unfreiwillig verzogen 1938 Frankfurt Flucht 1939 England USA                                  |                                         |           |
| Helwigstraße 10 ·            | 15. Mai 2018                                                                                                  | Hier wohnte Doris Schott Jg. 1921 unfreiwillig verzogen 1938 Frankfurt Flucht 1939 England USA                                                     |                                         |           |
| Helwigstraße 10 ·            | 15. Mai 2018                                                                                                  | Hier wohnte Werner Schott Jg. 1923 unfreiwillig verzogen 1938 Frankfurt Flucht 1939 England USA                                                    |                                         |           |
| Helwigstraße 10 ·            | 15. Mai 2018                                                                                                  | Hier wohnte Ruth Karoline Schott Jg. 1927 unfreiwillig verzogen 1938 Frankfurt Flucht 1939 England USA                                             |                                         |           |
| Mainzer Straße 7 ·           | 30. Mai 2014                                                                                                  | Hier wohnte Siegfried Oppenheimer Jg. 1869 Flucht 1939 USA                                                                                         | Stolperstein für Siegfried Oppenheimer  |           |
| Mainzer Straße 7 ·           | 30. Mai 2014                                                                                                  | Hier wohnte Mathilde Oppenheimer geb. Strauss Jg. 1880 Flucht 1939 USA                                                                             | Stolperstein für Mathilde Oppenheimer   |           |
| Mainzer Straße 7 ·           | 30. Mai 2014                                                                                                  | Hier wohnte Alice Oppenheimer Jg. 1911 Flucht 1939 USA                                                                                             | Stolperstein für Alice Oppenheimer      |           |
| Mainzer Straße 8 ·           | 30. Mai 2014                                                                                                  | Hier wohnte Paul Joseph Oppenheimer Jg. 1901 Flucht 1937 USA                                                                                       | Stolperstein für Paul Oppenheimer       |           |
| Mainzer Straße 8 ·           | 30. Mai 2014                                                                                                  | Hier wohnte Ruth Edith Oppenheimer geb. Homburger Jg. 1909 Flucht 1937 USA                                                                         | Stolperstein für Ruth Oppenheimer       |           |
| Mainzer Straße 8 ·           | 30. Mai 2014                                                                                                  | Hier wohnte Ellen Oppenheimer Jg. 1933 Flucht 1937 USA                                                                                             | Stolperstein für Ellen Oppenheimer      |           |
| Mainzer Straße 17 ·          | 30. Mai 2014                                                                                                  | Hier wohnte Berta Strauss Jg. 1863 unfreiwillig verzogen 1939 Frankfurt gedemütigt entrechtet tot 13.1.1942                                        | Stolperstein für Berta Strauss          |           |
| Mainzer Straße 17 ·          | 30. Mai 2014                                                                                                  | Hier wohnte Ricka Strauss Jg. 1866 unfreiwillig verzogen 1939 Frankfurt gedemütigt entrechtet tot 18.4.1941                                        | Stolperstein für Ricka Strauss          |           |
| Mainzer Straße 17 ·          | 30. Mai 2014                                                                                                  | Hier wohnte Siegmund Strauss Jg. 1869 unfreiwillig verzogen 1939 Frankfurt gedemütigt entrechtet Flucht in den Tod 28.4.1942                       | Stolperstein für Siegmund Strauss       |           |
| Mainzer Straße 22 ·          | 30. Mai 2014                                                                                                  | Hier wohnte Moritz Goldberger Jg. 1878 verhaftet 1940 Sachsenhausen ermordet 22.8.1940                                                             |                                         |           |
| Mainzer Straße 22 ·          | 30. Mai 2014                                                                                                  | Hier wohnte Auguste Goldberger geb. Rohrheimer Jg. 1889 verhaftet 1940 Ravensbrück "verlegt" März 1942 Bernburg a.d.Saale ermordet 7.3.1942        |                                         |           |
| Mainzer Straße 22 ·          | 30. Mai 2014                                                                                                  | Hier wohnte Siegfried Goldberger Jg. 1914 Flucht 1937 USA                                                                                          |                                         |           |
| Mainzer Straße 22 ·          | 30. Mai 2014                                                                                                  | Hier wohnte Ludwig Goldberger Jg. 1919 Flucht 1939 Balkan Italien                                                                                  |                                         |           |
| Walther-Rathenau-Straße 11 · | 21. Mai 2016                                                                                                  | Hier wohnte August Hirsch Jg. 1872 unfreiwillig verzogen 1935 Frankfurt Flucht 1936 USA                                                            |                                         |           |
| Walther-Rathenau-Straße 11 · | 21. Mai 2016                                                                                                  | Hier wohnte Ella Hirsch geb. Meyerfeld Jg. 1882 unfreiwillig verzogen 1935 Frankfurt Flucht 1936 USA                                               |                                         |           |
| Walther-Rathenau-Straße 11 · | 21. Mai 2016                                                                                                  | Hier wohnte Bruno Hirsch Jg. 1909 Flucht 1934 USA                                                                                                  |                                         |           |
| Walther-Rathenau-Straße 11 · | 21. Mai 2016                                                                                                  | Hier wohnte Kurt Hirsch Jg. 1913 Flucht 1935 USA                                                                                                   |                                         |           |
| Walther-Rathenau-Straße 16 · | 21. Mai 2016                                                                                                  | Hier wohnte Adolf Guckenheimer Jg. 1877 unfreiwillig verzogen 1934 Frankfurt deportiert 1941 Kowno Fort IX ermordet 25.11.1941                     |                                         |           |
| Walther-Rathenau-Straße 16 · | 21. Mai 2016                                                                                                  | Hier wohnte Settchen Guckenheimer geb. Hochstädter Jg. 1880 unfreiwillig verzogen 1934 Frankfurt deportiert 1941 Kowno Fort IX ermordet 25.11.1941 |                                         |           |
| Walther-Rathenau-Straße 16 · | 21. Mai 2016                                                                                                  | Hier wohnte Ludwig Guckenheimer Jg. 1873 unfreiwillig verzogen 1933 Wiesbaden Flucht Italien                                                       |                                         |           |
| Walther-Rathenau-Straße 16 · | 21. Mai 2016                                                                                                  | Hier wohnte Rosa Guckenheimer geb. Grünbaum Jg. 1876 unfreiwillig verzogen Wiesbaden deportiert 1942 Theresienstadt ermordet 15.11.1942            |                                         |           |
| Walther-Rathenau-Straße 16 · | 21. Mai 2016                                                                                                  | Hier wohnte Julius Levi Jg. 1894 unfreiwillig verzogen 1933 Wiesbaden Flucht 1937 Italien 1939 USA                                                 |                                         |           |
| Walther-Rathenau-Straße 16 · | 21. Mai 2016                                                                                                  | Hier wohnte Lucie Levi geb. Guckenheimer Jg. 1906 unfreiwillig verzogen 1933 Wiesbaden Flucht 1937 Italien 1939 USA                                |                                         |           |